# Potenza Sport Club 1968-1969
Questa voce raccoglie le informazioni riguardanti il Potenza Sport Club nelle competizioni ufficiali della stagione 1968-1969.

## Stagione
Nella stagione 1968-69 il Potenza ha disputato il girone C della Serie C, piazzandosi all'undicesimo posto con 36 punti, gli stessi ottenuti da Avellino e Cosenza.

## Rosa
| N. |                   | Ruolo | Calciatore         |
| -- | ----------------- | ----- | ------------------ |
|    | Italia (bandiera) | D     | Silvio Bongiovanni |
|    | Italia (bandiera) | P     | Giorgio Bissoli    |
|    | Italia (bandiera) | C     | Giovanni Brutto    |
|    | Italia (bandiera) | C     | Gennaro Capiello   |
|    | Italia (bandiera) | D     | Franco Ciardi      |
|    | Italia (bandiera) | C     | Roberto De Paoli   |
|    | Italia (bandiera) | D     | Roberto Drigo      |
|    | Italia (bandiera) | C     | Mario Ferraguti    |
|    | Italia (bandiera) | C     | Raffaele Gallo     |

| N. |                   | Ruolo | Calciatore           |
| -- | ----------------- | ----- | -------------------- |
|    | Italia (bandiera) | C     | Guido Mattei         |
|    | Italia (bandiera) | C     | Pier Luigi Meciani   |
|    | Italia (bandiera) | A     | Titti Miani          |
|    | Italia (bandiera) | A     | Abbondanzio Pagani   |
|    | Italia (bandiera) | A     | Bruno Rinaldi        |
|    | Italia (bandiera) | A     | Fernando Scarpa      |
|    | Italia (bandiera) | P     | Emmerich Tarabocchia |
|    | Italia (bandiera) | C     | Ettore Venturelli    |
|    | Italia (bandiera) | C     | Mario Zanon          |